# 三菱重工業長崎造船所史料館
三菱重工業長崎造船所史料館（みつびしじゅうこうぎょうながさきぞうせんじょしりょうかん）は長崎県長崎市飽の浦町にある、三菱重工業長崎造船所飽の浦本工場内の企業博物館。
三菱重工業発祥の地で、日本の近代化に貢献した同造船所の歴史を振り返る。

## 概要
もともとは1898年（明治31年）に鋳物（エンジンなど）鋳造用の木製鋳型を作る工場（木型場）として建設され、1982年（昭和57年）に新しい木型場が完成したため、1985年10月に史料館として開館した。
また、被爆建造物でもあるほか、「三菱長崎造船所 旧木型工場」の名称で、明治日本の産業革命遺産 製鉄・製鋼、造船、石炭産業の構成資産として世界遺産に登録されている。
2015年6月19日付で開館時間が9時から16時30分に、施設維持管理費は大人800円、小中学生400円（要予約）に変更された。長崎駅からの送迎シャトルバスが一日6便運行しており、休館日は毎月第2土曜日および2017年12月29日（金曜日）～2018年1月4日（木曜）。

## 主な収蔵品

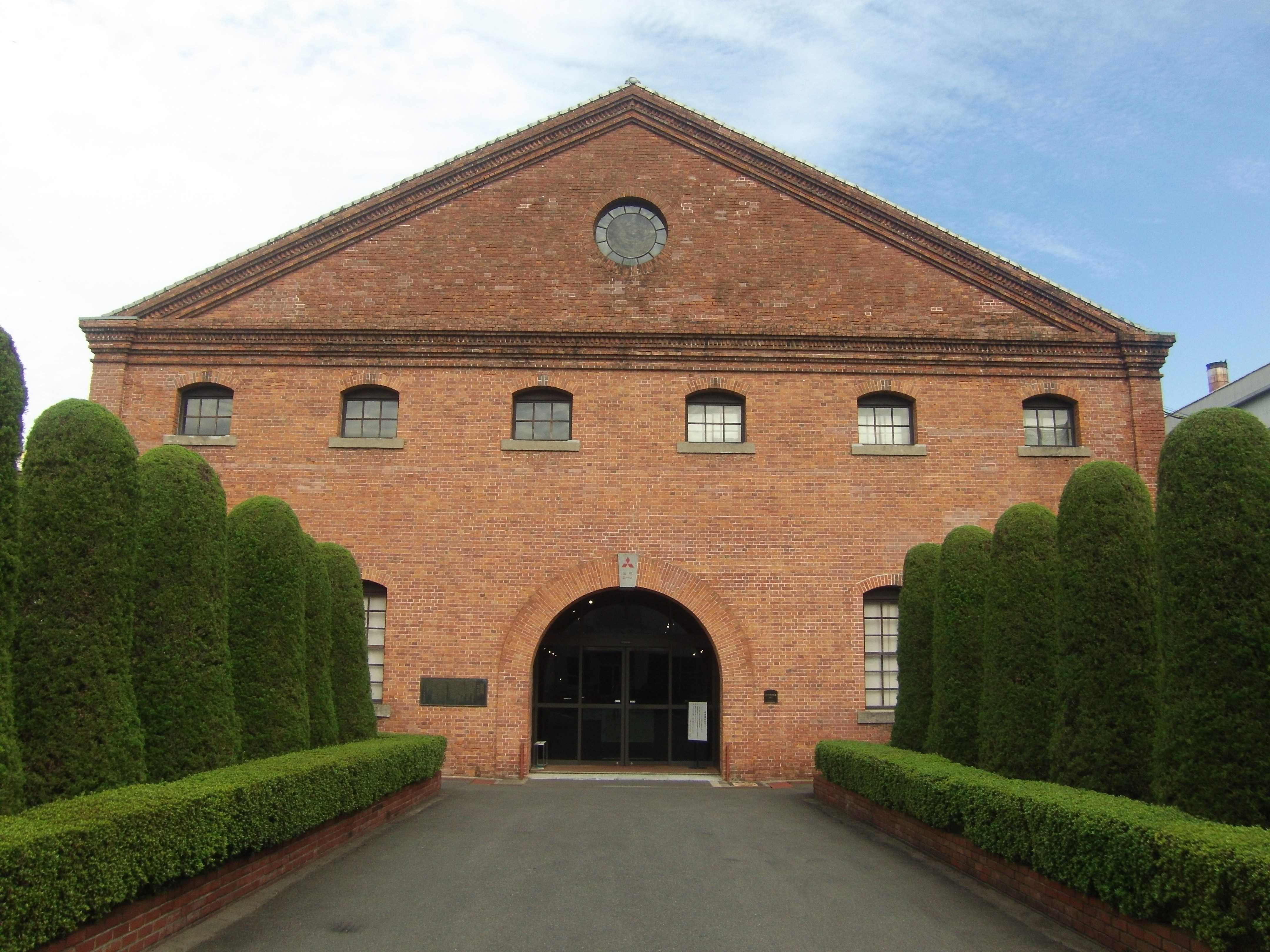
正面外観

明治三十一年銘のキーストーン

岩崎家コーナー
岩崎弥太郎、岩崎弥之助、岩崎久弥、岩崎小弥太書簡
代表的記念物
泳気鐘 - 1793年、徳川家斉により出島オランダ商館に注文され1834年に長崎に到着した英国製の潜水器具。長崎鎔鉄所施工工事のときに使用された。
日本最古の工作機械 - 1857年、長崎鎔鉄所建設にあたり徳川幕府がオランダから購入した竪削盤 - 文化遺産オンライン（文化庁）。国の重要文化財
日本初の国産陸用蒸気タービン - 1908年（明治41年）にイギリスのパーソンス社との技術提携により製作された。
鋳鉄柱 - 明治初期（1868年〜1912年）に長崎造船所内工場に使用されたものと推定されている。
戦艦武蔵コーナー
武蔵油絵（第18代所長古賀繁一寄贈）
武蔵に使用された大型鋲締機（武蔵の鋲締数は6,491,248本）
武蔵建造日誌
武蔵竣工記念品（香盒）
武蔵進水時に使用された支綱切断用斧
会社生活コーナー
1871年（明治4年）10月時点の工部省長崎造船所の就業規則
昭和初期（1926年〜1989年）まで用いられた工員永年勤続表彰記章
所属、職務により記章の形、色が異なる記章類
発電プラントコーナー
乗用車用液圧式タイヤ加硫機（PC-X）初号機
その他の展示物
九一式航空魚雷カットモデル
北斗丸500馬力オープンサイクルガスタービン - 日本初の船舶用ガスタービンエンジン
2サイクルユニフローUEV30/40実験機関 - 1963年（昭和38年）完成、護衛艦主機として採用された
スペイン向けタービンローター破片 - 1970年（昭和45年）のタービン破損事故の際の破片で、破壊力学上貴重な資料
白鷹丸の主機 - 1928年（昭和3年）から55年間、長崎造船所曳船として活躍した白鷹丸の主機
東京電力鶴見第二発電所1号タービン溶接ローター

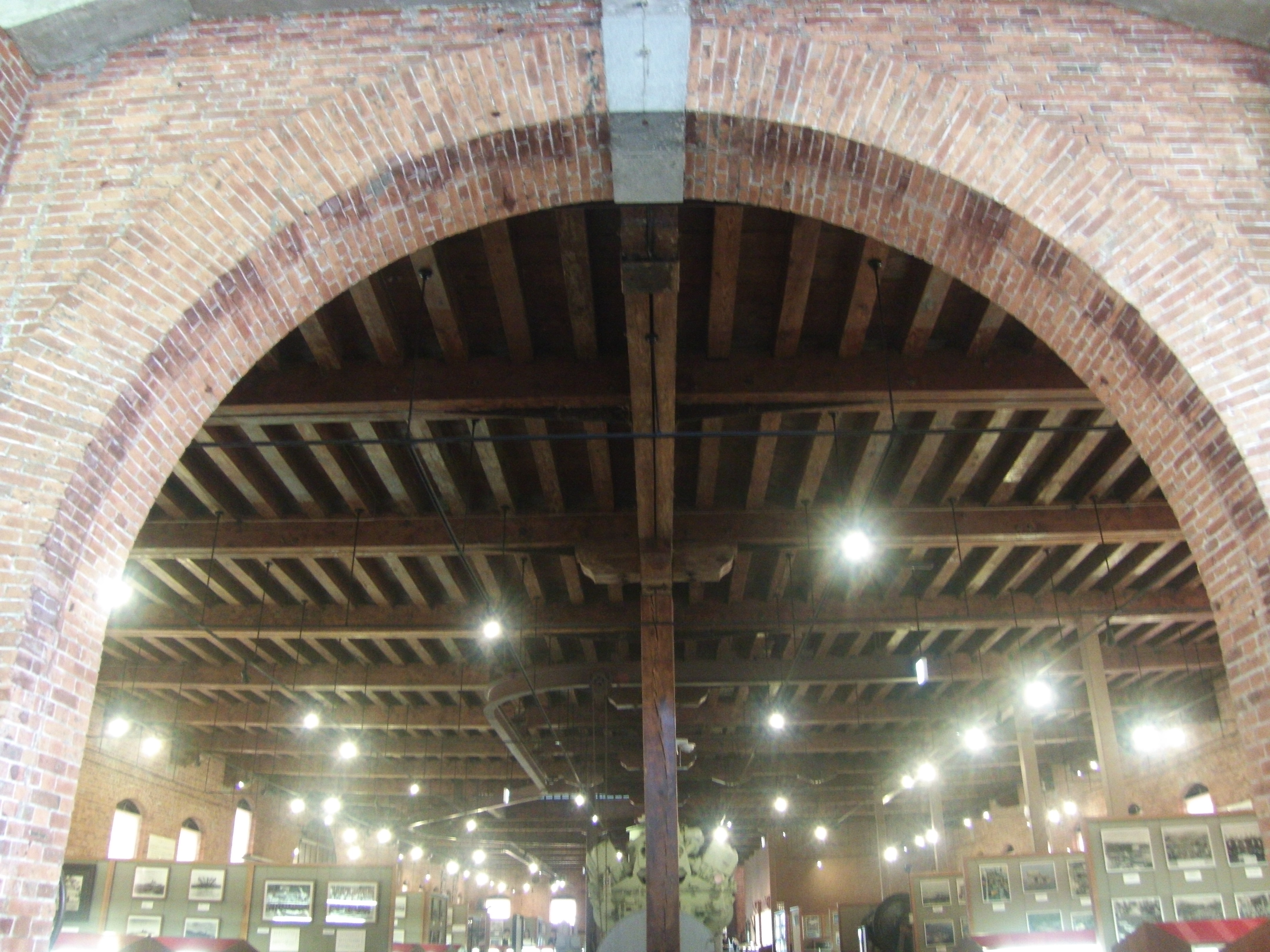
木骨レンガ造り構造
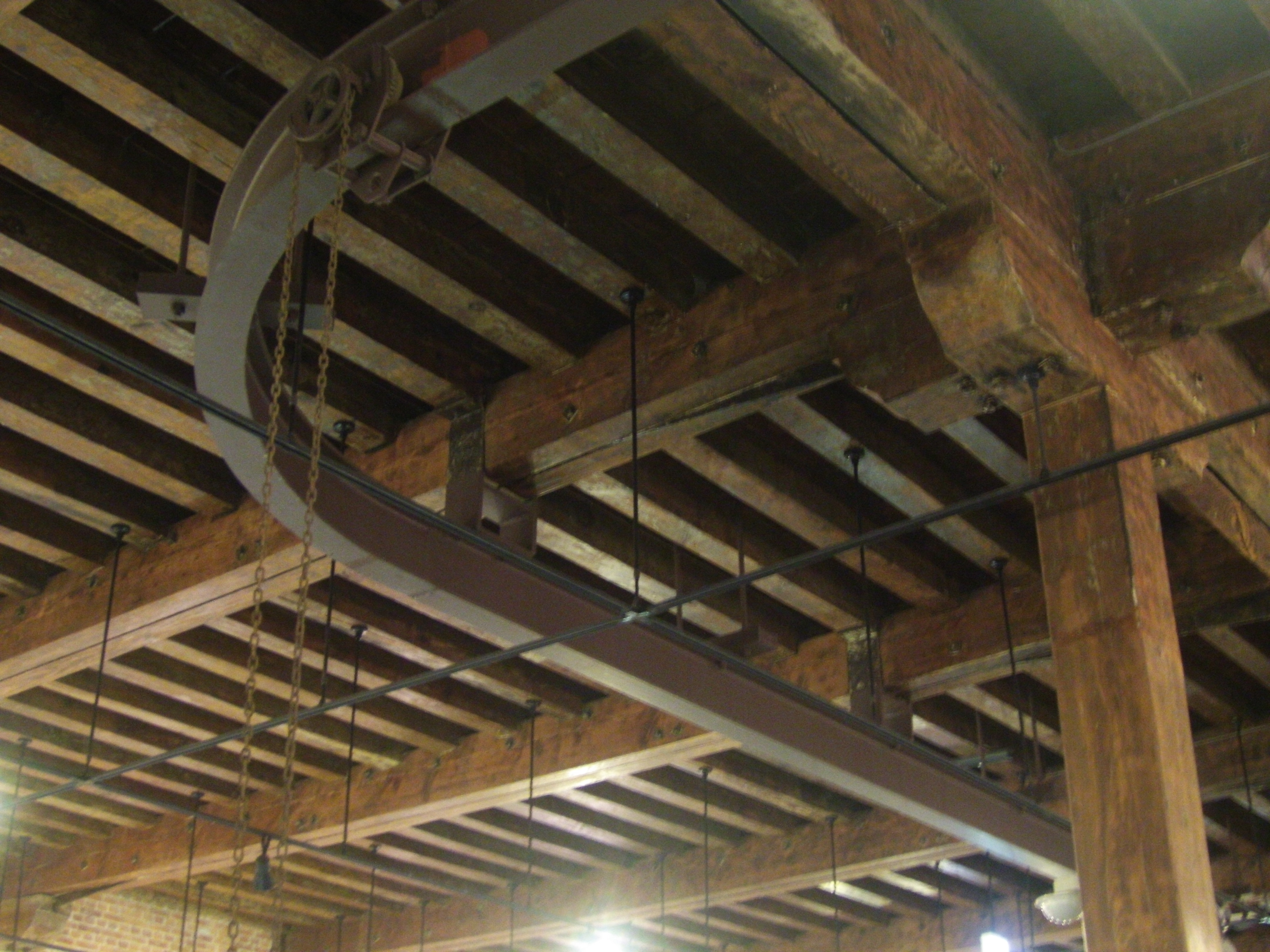
木型を鋳物工場へ牽引する懸垂式クレーンのレール